# Cloudberry Kingdom
Cloudberry Kingdom est un jeu vidéo édité par Ubisoft et développé par Pwnee prévu sur Wii U, Xbox 360, PlayStation 3 et PC.

Il est sorti le 31 juillet 2013 en téléchargement.

Cloudberry Kingdom est un jeu de plate-forme hardcore où l'on incarne un chevalier qui doit sauver sa princesse.

## Histoire
Le héros Bob doit libérer encore une fois une princesse blasée des mains de Kobbler, un roi maniaque et détraqué. L’anti-héros mal rasé devra traverser différents paysages en espérant qu'il arrive à sauver la princesse. Cette histoire a une pointe d’humour rafraîchissante.
Bob devra traverser différents environnements pour libérer la princesse des mains du roi ainsi le héros se battra contre différents types d'ennemis pour arriver à ses fins.

### Protagonistes
Bob : Ce personnage représente le héros du jeu car il a pour but de libérer la princesse et de vaincre Kobbler. Pour cela, il devra combattre contre de nombreux ennemis. Il porte toujours une cape. Il poursuit la Princesse après voir été battu par Kobbler. Cette poursuite lui fera vivre une grande aventure.
La Princesse : Elle est toujours kidnappée durant toute l'aventure. Elle fait du charme à notre héros mal rasé et elle est très ironique.
Kobbler : Ce personnage est un homme malveillant. C'est un roi maléfique et cruel envers les autres. Il est le grand méchant et l'ennemi principal du jeu. Il gagne le combat contre Bob au début du jeu puis se fait poursuivre avant d'être rattrapé par Bob.

## Système de jeu
Cloudberry Kingdom a un système de jeu particulier car il peut générer des niveaux aléatoirement dans le but qu'il n'y ait jamais le même niveau et de prolonger sa durée de vie.

Cette génération de niveaux s'adapte au niveau du joueur.

Cloudberry Kingdom est aussi basé sur le timing parfait qui consiste à réaliser le niveau d'une traite et sans s'arrêter. Cela lui donne un côté jeu de rythme intéressant.

### Éléments de jeu
On trouve à l'intérieur des niveaux différents objets ou éléments de jeu :
- Gemmes ;
- Plateformes rebondissantes ;
- Plateformes instables ;
- Nuages ;
- Scies ou Roues de flammes ;
- Plateformes fantômes ;
- Lasers ;
- Mouches ;
- Ennemis en mouvement ;
- Pics.

### Modes de jeu
Dans Cloudberry Kingdom, il existe 3 modes de jeu principaux :
- Le mode Histoire raconte les aventures de Bob  qui doit sauver la princesse qui a été enlevé par le grand méchant Kobbler ;
- Le mode Arcade nous permet de réaliser des niveaux successivement dans le but d'obtenir le meilleur score. Dans ce mode, les niveaux sont générés aléatoirement et s'adaptent à notre niveau.
Il y a différents types de gameplay :
  - Le ptit ou le grand Bob qui change les déplacements du héros,
  - Jetman où le personnage porte un jetpack,
  - Rebondissant où Bob est placé sur un cheval rebondissant,
  - Vaisseau spatial,
  - Anti-Gravitation,
  - Double Saut,
  - Roue Libre,
  - Super Chariot ;
- Le mode Jeu Libre nous permet de générer des niveaux en choisissant la quantité et la dangerosité de chaque élément que ce soit une plate-forme ou un ennemi. Ce qui peut rendre le jeu impossible.

### Personnages
Le personnage du jeu est personnalisable de la tête aux pieds. On peut adapter la cape, la barbe, le couvre-chef et les couleurs de ses habits. Ce qui nous offre énormément de possibilités d'adaptation de notre héros. 
Le héros peut avoir différentes spécificités pouvant entrainer un changement de types de jeu comme sa taille par exemple.

## Éditeur de niveaux
Il existe aussi un éditeur de niveaux permettant de créer son propre niveau.
Dans cet éditeur, on peut choisir la quantité et la variété des ennemis, des différentes plateformes présentes et d'autres éléments de gameplay (lasers…).Ce qui permet au joueur des niveaux quasiment impossibles à des niveaux très facile. Cela rend le challenge plus intéressant et dynamique. Le jeu nous proposera un niveau généré aléatoirement en fonction des caractéristiques choisi par le joueur.

## Développement
Au début, les développeurs de Pwnee décident de mettre le jeu sur Kickstarter afin de le financer.Le jeu est présenté à l'E3 et il a tapé dans l'œil d'Ubisoft. Ubisoft leur a proposé un partenariat pour éditer et les aider dans leur jeu. Après ces trois années de développement chaotiques et un passage par Kickstarter, Cloudberry Kingdom voit enfin le jour.

## Critiques
Les critiques parlent d'un Super Meat Boy-like en scrolling horizontal basé sur le principe du die and retry.
Ce jeu a été apprécié grâce à son système de niveaux générés aléatoirement mais il a aussi redonné vie au jeu de plateforme hardcore.

Il a aussi un prix accessible à tous et sur tout supports permettant de donner envie aux personnes de l'acheter.

Cloudberry Kingdom est caractérisé comme un jeu novateur.